# SJ R (II)
SJ R — шведский грузовой паровоз типа 0-5-0, выпущенный в 1908 и 1909 годы в количестве 5 штук. Иногда в источниках обозначается как SJ R (II), чтобы избежать путаницы с одноимённым танк-паровозом типа 1-2-0 (построен в 1872 году)

## История
Рост массы поездов с рудой на дороге Мальмбанан требовал применения более сильных локомотивов. С 1901 года шведские заводы начали выпуск паровозов серии M типа 1-4-0, но их силы тяги было уже недостаточно, особенно на перевале близ Абиску, где приходилось использовать толкачи или кратную тягу, поэтому уже через несколько лет было принято решение заказать локомотивы с пятью движущими осями. В 1908 году завод Motala Verkstad, а в 1909 — NOHAB поставили на Шведские железные дороги соответственно 2 и 3 паровоза, которым присвоили серию R и номера 974—978. Имея сцепной вес 84,8 тонн, это были сильнейшие паровозы, когда либо эксплуатировавшиеся в Швеции. Однако едва начавшись, производство было быстро свёрнуто, так как было принято решение об электрификации Рудной железной дороги, что и было начато в 1914 году, а в 1922 году весь маршрут полностью обслуживался электровозами. Паровозы R оказались на ней не нужны, поэтому их перевели на дорогу Norra stambanan.
Обращает внимание, что паровоз R по характеристикам очень близок российскому паровозу серии Э, который однако начал выпускаться чуть позже — с 1912 года. Поэтому когда весной 1920 года делегация во главе с Народным комиссаром внешней торговли Леонидом Красиным во время остановки в Стокгольме заключила предварительный заказ с заводом NOHAB о постройке 1000 локомотивов, в это число были включены и 100 паровозов на основе конструкции паровозов серии R; изменения заключались в том числе в увеличении площади колосниковой решётки. Однако приехавший следом профессор-железнодорожник Юрий Ломоносов сумел убедить российские власти, а затем и шведских производителей, что вместо постройки паровозов, похожих на серию Э, лучше строить сами паровозы Э. В итоге заказ на постройку локомотивов R для России был отменён в пользу серии Эш.
В 1935 году оба паровоза завода Motala (974 и 975) были проданы железной дороге Евле—Фалун (GDR), где они получили обозначение R3 с новыми номерами 69 и 70. К 1973 году все пять локомотивов были сняты с эксплуатации. R 976 завода NOHAB был передан Шведскому железнодорожному музею, тогда как остальных пустили на металлолом.